# مؤسسه آموزش و تحقیقات سازمان ملل متحد
مؤسسه آموزش و تحقیقات سازمان ملل متحد (انگلیسی: United Nations Institute for Training and Research) یونیتار (unitar) بازوی آموزشی ویژه سیستم سازمان ملل متحد است. یونیتار برای کمک به کشورهای در حال توسعه ایجاد شد و کمک به این کشورهای مورد توجه از جمله کشورهای کمتر توسعه‌یافته (LDCs)، کشورهای جزیره‌ای کوچک در حال توسعه (SIDS) و سایر گروه‌ها و جوامعی که آسیب پذیرترین هستند، همچنین گروه‌هایی که در شرایط درگیری قرار دارند را شامل می‌شود. مؤسسه آموزش و تحقیقات سازمان ملل متحد به فعالیت‌های آموزشی کشورهای در حال توسعه کمک کرده و ظرفیت آموزشی آنها را توسعه می‌دهد.

## حقایق
- مؤسسه آموزش و تحقیقات سازمان ملل متحد در سال ۱۹۶۳ تأسیس شد.
- هر سال نزدیک به ۱۳۳۴۲۰ شرکت کننده دارد.
- دفتر مرکزی در ژنو (سوئیس) با دفاتر در شهر نیویورک (ایالات متحده)، هیروشیما (ژاپن) و بن (آلمان). دفاتر پروژه در پورت هارکورت (نیجریه) و جوبا (سودان جنوبی)؛ و مراکز مؤسسه آموزش و تحقیقات سازمان ملل متحد-مرکز ماهواره سازمان ملل متحد در بانکوک (تایلند) و نایروبی (کنیا).
- ۲۲ مرکز آموزشی مرتبط (CIFAL)
- حدود ۲۲۰ پرسنل و همکار دارد.

## تاریخچه
ایده یک مؤسسه آموزشی و تحقیقاتی سازمان ملل متحد برای اولین بار در قطعنامه سال ۱۹۶۲ مجمع عمومی سازمان ملل متحد ذکر شد. مؤسسه آموزش و تحقیقات سازمان ملل متحد (UNITAR) در سال ۱۹۶۳ و به دنبال توصیه شورای اقتصادی و اجتماعی سازمان ملل متحد به مجمع عمومی، تأسیس شد. دبیرکل سازمان ملل متحد با تأسیس یک مؤسسه آموزشی و تحقیقاتی سازمان ملل متحد به عنوان یک نهاد مستقل در داخل سیستم سازمان ملل متحد ایجاد کرد.
ایجاد مؤسسه آموزش و تحقیقات سازمان ملل متحد همزمان با اضافه شدن ۳۶ کشور از سال ۱۹۶۰، از جمله ۲۸ کشور آفریقایی به سازمان ملل متحد بود. آن موج بی‌سابقه استعمارزدایی، نیاز به یک کمک اساسی داشت، زیرا بسیاری از کشورهای تازه استقلال یافته فاقد ظرفیت آموزش دیپلمات‌های جوان خود بودند. چشم‌انداز مؤسسه آموزشی که توسط چهار مدیر اجرایی اول، در اصل از کشورهای آفریقایی که تازه مستقل شده بودند شکل گرفت، با توجه به نیازها و با اولویت‌های کشورهای دریافت کننده توسعه یافت.
یونیتار در مارس ۱۹۶۵ شروع به کار کرد. دفتر مرکزی مؤسسه در ابتدا در شهر نیویورک مستقر بود. در سال ۱۹۹۳، مقر یونیتار به ژنو (سوئیس) منتقل شد.

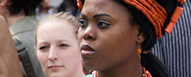
چندگانگی فرهنگی

## مؤسسه آموزش و تحقیقات سازمان ملل متحد در امروز
این مؤسسه خدمات آموزشی و یادگیری را به مقامات دولتی ملی و محلی کشورهای عضو سازمان ملل و به نمایندگان جامعه مدنی در سراسر جهان ارائه می‌دهد. یونیتار در تلاش است تا به تقاضای فزاینده کشورهای عضو سازمان ملل، به ویژه کشورهای توسعه نیافته، برای توسعه ظرفیت در حوزه‌های موضوعی مرتبط با دستور کار ۲۰۳۰ برای توسعه پایدار پاسخ دهد.
یونیتار به دولت‌ها کمک می‌کند تا تغییرات آب و هوایی، مدیریت مواد شیمیایی و زباله و مشکلات اقتصاد سبز را درک کنند. این مؤسسه همچنین از طریق دوره‌های خود در زمینه مدیریت بدهی‌های عمومی، دارایی و تجارت به وزارت‌های دارایی کمک می‌کند و به مقامات دولتی آموزش‌هایی در زمینه حفظ صلح و پیشگیری از درگیری ارائه می‌دهد. این مؤسسه از طریق مرکز ماهواره‌ای سازمان ملل متحد (UNOSAT) از صندوق‌ها، برنامه‌ها، آژانس‌های تخصصی و کشورهای عضو با تجزیه و تحلیل تصاویر ماهواره‌ای در قلمرو مربوط به خود پشتیبانی می‌کند و آموزش و توسعه ظرفیت در استفاده از فناوری‌های اطلاعات مکانی را ارائه می‌دهد.
از سال ۲۰۰۳، یونیتار دوره‌هایی را برای حمایت از رهبران شهرداری‌ها و منطقه‌ای که با سیاست‌های عمومی پیچیده سروکار دارند، ارائه می‌دهد.
یکی دیگر از وظایف این مؤسسه، سازماندهی رویدادها و به اشتراک گذاری دانش برای دبیرکل سازمان ملل متحد، از جمله برگزاری سمینار سالانه نمایندگان ویژه دبیرکل سازمان ملل متحد و همچنین نشست‌های استراتژیک برای دپارتمان‌های سازمان ملل می‌باشد. یونیتار همچنین ابتکارات بین سازمانی سازمان ملل متحد مانند پلتفرم آموزشی سازمان ملل متحد در مورد تغییرات آب و هوا یا گروه مهاجرت جهانی را رهبری می‌کند.
فعالیت‌های تحقیقاتی یونیتار بر روی سیستم‌های دانش و کاربردهای عملی آنها متمرکز است. آنها از فعالیت‌های آموزشی مؤسسه از طریق فراهم کردن محیط‌های آموزشی مناسب برای پاسخگویی به نیازهای یادگیرندگان بزرگسال حمایت می‌کنند، بنابراین افزایش، کارایی و گسترش فعالیت‌ها توسعه ظرفیت مؤسسه را تسهیل می‌کنند.

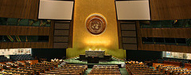
مجمع عمومی سازمان ملل ۲۰-۱۱-۲۰۰۹

## اداره نهاد
یونیتار که به عنوان یک نهاد مستقل در داخل سیستم سازمان ملل متحد عمل می‌کند، توسط یک مدیر اجرایی و هیئت امناء اداره می‌شود. مدیر اجرایی و اعضای هیئت مدیره توسط دبیرکل سازمان ملل متحد منصوب می‌شوند.
مدیران اجرایی یونیتار:
| نیخیل ست           | هند         | ۲۰۱۵–اکنون |
| سالی فگان وایلز    | ایرلند      | ۲۰۱۲–۲۰۱۵  |
| کارلوس لوپز        | گینه بیسائو | ۲۰۰۷–۲۰۱۲  |
| مارسل آندره بویسار | سوئیس       | ۱۹۹۲–۲۰۰۷  |
| میشل دو-کینگه      | کامرون      | ۱۹۸۳–۱۹۹۲  |
| دیویدسون نیکول     | سیرالئون    | ۱۹۷۲–۱۹۸۲  |
| اس. او آدبو        | نیجریه      | ۱۹۶۹–۱۹۷۲  |
| گابریل دآربوسیه    | سنگال       | ۱۹۶۵–۱۹۶۷  |

## منابع مالی

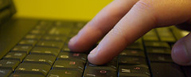
آموزش و یادگیری

## دفاتر

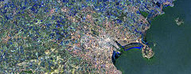
تصویر ماهواره‌ای راداری ناسا از دوبلین، ایرلند